# Делі Крикет Тім
Делі Крикет Тім (англ. Delhi cricket team) — крикетна команда з міста Делі, що грає в чемпіонаті з крикету першого класу Ранджі Трофі. Команда 7 разів вигравала чемпіонат та ще 7 разів залишалася другою. Зокрема, після 16-річної перерви, вона виграла турнір 2007—2008 років. Домашнім стадіоном команди є Фероз-Шах-Котла.